# Čilski zovoj
Čilski zovoj (lat. Pterodroma defilippiana) je morska ptica iz porodice zovoja. Endem je Čilea. Prirodna staništa su joj otvorena mora i stjenovite obale.
Duga je 26 cm. Bijelosive je boje.

## Vanjske poveznice
|  | Zajednički poslužitelj ima još gradiva o temi Pterodroma defilippiana |
|  | Wikivrste imaju podatke o taksonu Pterodroma defilippiana             |